# トウガラシチンキ
トウガラシチンキはトウガラシ（生薬名：蕃椒　ばんしょう）からつくられるチンキ剤である。
黄赤色の液体で、味は非常に辛い。皮膚や粘膜を刺激する作用を有し、この刺激によって皮膚表面の血管が拡張され、結果として血流が改善される。トウガラシチンキはこの血流改善効果を利用して、筋肉痛、凍瘡、凍傷、育毛に外用剤として用いられる。通常は、軟膏、湿布薬、外用消炎鎮痛剤等の液剤などに1～40%配合される。育毛に使用する場合は、1～4%の濃度で、凍傷・凍瘡には、10～40%の濃度にして使用する。
トウガラシチンキを皮膚に直接塗布すると、数分から数十分程度の時間を経てヒリヒリした痛みに近い刺激を生じる。
なお、皮膚に対する刺激が強いため、粘膜や目の周り、傷のある皮膚には使用できない。保存は、遮光した気密容器に入れる。
殺鼠剤等有毒な薬剤には、人などが誤って口に入れた場合、強い辛味で吐出させる目的で配合されることがある。
チンキ剤の製法を参照するとわかるが、トウガラシチンキは個人でも容易に作れる。お茶パックに封入した一味唐辛子をガラス瓶に投入し、無水エタノールを注いで密封すればよい。